# Eutropis multicarinata
Eutropis multicarinata — вид сцинкоподібних ящірок родини сцинкових (Scincidae). Ендемік Філіппін.

## Поширення і екологія
Eutropis multicarinata мешкають на островах Лейте, Самар, Дінагат і Каміґуїн-Сур та на північному сході острова Мінданао, Вони живуть у вологих тропічних лісах та на узліссях, на висоті до 400 м над рівнем моря.